# Ulica Szpitalna w Warszawie
Ulica Szpitalna – ulica w dzielnicy Śródmieście w Warszawie.

## Historia
Wytyczona w pierwszej połowie XVI wieku na terenie jurydyki Nowoświeckiej, na 
gruntach należących do księży misjonarzy i Szpitala Św. Ducha. 
W latach 1754–1757 na parceli zakupionej od Szpitala Św. Ducha wybudowano według projektu Jakuba Fontany zabudowania Szpitala Dzieciątka Jezus, od którego pochodzi nazwa ulicy, nadana w 1770 roku.
Na dalszym odcinku, za ul. Boduena (dziś w tym miejscu znajduje się plac Powstańców Warszawy), założono cmentarz grzebalny położony po obu stronach ulicy, zastąpiony na początku XIX wieku ogrodami.
W latach 80. XIX przy ulicy znajdowały się tylko dwa drewniane domy; późniejszą zabudową były murowane domki i niewielka kamieniczka u zbiegu z ul. Przeskok. W roku 1883 powstała ul. Górskiego, zaś w roku 1893 narożnik u zbiegu obu ulic zabudowano kamienicą Emila Wedla, zaprojektowaną przez Franciszka Braumana.
Po rozebraniu zabudowań Szpitala Dzieciątka Jezus w roku 1902 wytyczono ul. Boduena, a teren zajmowany przez szpital podzielono na mniejsze parcele. Wybudowano na nich wielkomiejskie, okazałe kamienice, a ich parterowe kondygnacje zapełniły eleganckie sklepy.
W okresie międzywojennym w kamienicy nr 7 mieścił się X komisariat Policji Państwowej.
Zabudowa ulicy ucierpiała w czasie obrony Warszawy we wrześniu 1939.
W 1944 większość zabudowy ulicy została niemal całkowicie zniszczona. Ocalała wypalona kamienica Wedla; zabytkowe wnętrze znajdującego się na parterze sklepu zrekonstruowano w 1958.
W 1961 roku pod nr 1 otwarto pierwszy w Warszawie pensjonat dla cudzoziemców „Zgoda” z kawiarnią „Szwajcarska”.

## Ważniejsze obiekty
- Kamienica Emila Wedla (nr 8)